# Anjli Mohindra
Anjli Mohindra (Londra, 20 febbraio 1990) è un'attrice britannica.
Ha origini indiane.

## Filmografia parziale

### Cinema
- Miss You Already, regia di Catherine Hardwicke (2015)
- Monaco - Sull'orlo della guerra (Munich – The Edge of War), regia di Christian Schwochow (2021)

### Televisione
- Coronation Street – serial TV, puntate 6161-6225 (2005-2006)
- Le avventure di Sarah Jane (The Sarah Jane Adventures) – serie TV, 41 episodi (2008-2011)
- Cucumber – serie TV, 6 episodi (2015)
- Paranoid – serie TV, 8 episodi (2016)
- The Boy with the Topknot - film TV (2017)
- Bancroft – serie TV, 4 episodi (2017)
- Bodyguard – serie TV, 4 episodi (2018)
- Dark Heart – serie TV, 6 episodi (2018)
- Wild Bill – serie TV, 6 episodi (2019)
- Vigil - Indagine a bordo (Vigil) – serie TV, 6 episodi (2021)
- The Suspect – serie TV, 5 episodi (2022)
- Inverso - The Peripheral (The Peripheral) – serie TV, 3 episodi (2022)
- Progetto Lazarus (The Lazarus Project) – serie TV, 16 episodi (2022-2023)
- The Red King, regia di Daniel O'Hara – miniserie TV (2024)

## Doppiatrici italiane
Nelle versioni in italiano delle opere in cui ha recitato, Anjli Mohindra è stato doppiata da:
- Ughetta d'Onorascenzo in Monaco - Sull'orlo della guerra
- Barbara Sacchelli in Paranoid
- Irene Trotta in Bodyguard
- Chiara Oliviero in Vigil - Indagine a bordo
- Rossa Caputo in Inverso - The Peripheral
- Valentina Favazza in Progetto Lazarus